# Kassikaityu River
Kassikaityu River är ett vattendrag i Guyana.   Det ligger i regionen Upper Takatu-Upper Esseqiubo, i den södra delen av landet, 600 km söder om huvudstaden Georgetown.